# 1900年夏季奥林匹克运动会巴斯克回力球比赛
巴斯克回力球比賽是1900年夏季奧林匹克運動會比賽項目之一，亦是首次及唯一一次在夏季奧林匹克運動會舉辦。比賽只有兩支來自西班牙和法國的隊伍參加比賽，但法國隊在比賽前退出比賽，因此比賽被取消，西班牙隊獲得了第一名。

## 獎牌榜
| 項目 | 金牌                                                 | 银牌     | 铜牌     |
| 男子 | 西班牙（ESP） · 何塞·德·阿梅佐拉 · 弗朗西斯科·維洛塔 | 沒有頒發 | 沒有頒發 |